# Haas F1 Team
Das Haas F1 Team, ursprünglich Haas Formula, ist ein US-amerikanisches Motorsportteam, das seit 2016 an der Formel-1-Weltmeisterschaft teilnimmt. Aufgrund einer Partnerschaft mit dem Finanzunternehmen MoneyGram tritt es seit der Weltmeisterschaft 2023 unter dem Sponsoring-Namen MoneyGram Haas F1 Team in der Formel 1 an.

## Geschichte

### Entstehungsgeschichte

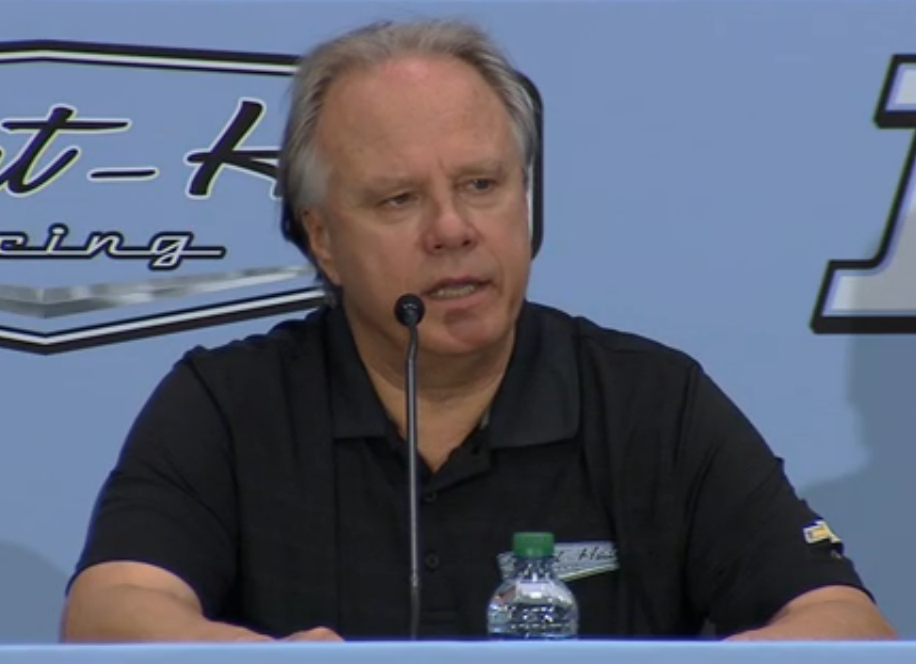
Teamgründer Gene Haas

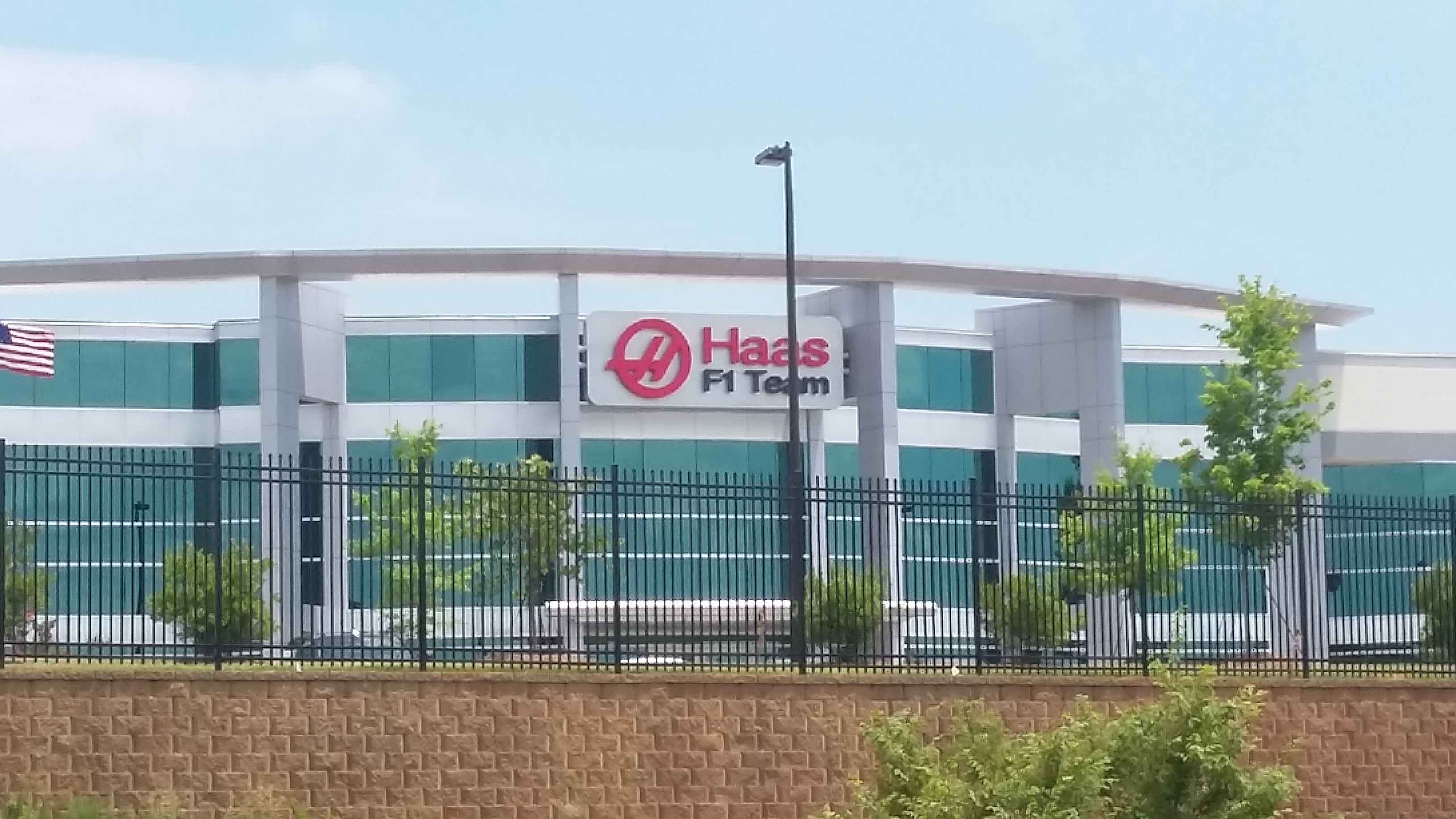
Hauptquartier des Teams in Kannapolis

Initiator des Teams ist der US-amerikanische Unternehmer Gene Haas, dem der kalifornische Werkzeugmaschinenhersteller Haas Automation gehört. Seit 2002 engagiert sich Haas im Automobilsport. Sein neu gegründetes Team Haas CNC Racing beteiligte sich einige Jahre lang an der NASCAR-Serie, bevor es 2009 mit dem Rennstall von Tony Stewart fusionierte. Seitdem tritt der Rennstall unter dem Namen Stewart-Haas Racing an. Der Rennstall hat seinen Sitz in Kannapolis (North Carolina).
Im Januar 2014, vier Jahre nachdem mit Peter Windsors US F1 Team das bislang letzte US-amerikanische Formel-1-Projekt gescheitert war, kündigte Haas ein Engagement in der Formel-1-Weltmeisterschaft an. Er gründete einen zunächst Haas Formula genannten Rennstall, der im September 2014 in Haas F1 umbenannt wurde. Im April 2014 hinterlegte Haas eine von der FIA geforderte Sicherheitsleistung in Höhe von 20 Millionen US-Dollar, um die Ernsthaftigkeit seines Projekts zu bestätigen. Die Zentrale des Teams befindet sich in den USA; die Rennen sollten allerdings von einem Stützpunkt in Großbritannien aus organisiert werden. Haas war seit Mitte 2014 auf der Suche nach einem Standort in Europa, im Januar 2015 erwarb das Team die ehemalige Fabrik des Marussia-Teams im britischen Banbury.
Haas arbeitet eng mit der Scuderia Ferrari zusammen. Die Kooperation geht weiter als die anderer Kundenteams. So bezieht Haas einen wesentlichen Teil der technischen Komponenten von Ferrari. Neben dem Motor werden auch das Getriebe und zahlreiche weitere Bauteile von Ferrari übernommen. Die Teamleitung spricht insoweit von „übergreifender technischer Unterstützung“. Beobachter bezeichnen Haas als „Ferraris B-Team“.
Der Rennwagen sollte nach anfänglichen Planungen bei Dallara in Italien konzipiert werden; davon nahm das Team aber im Frühjahr 2014 Abstand. Die Planungen sahen stattdessen eine Entwicklung des Wagens in den USA vor. Als Teamchef verpflichtete Haas den Südtiroler Günther Steiner, der diese Funktion einige Jahre zuvor bereits bei Jaguar und dessen Nachfolger Red Bull bekleidet hatte.
Anfänglich plante Haas, bereits 2015 in der Formel 1 zu starten. Im Frühjahr 2014 gab das Team aber die Verschiebung des Debüts auf das Folgejahr bekannt.

### Saison 2016

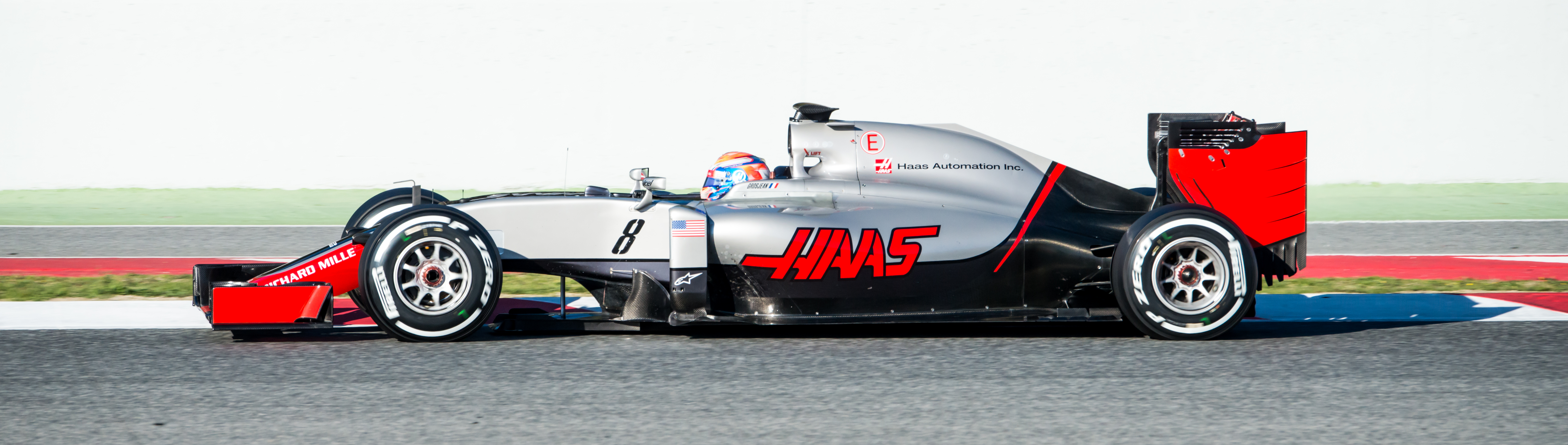
Romain Grosjean im Haas VF-16 bei Testfahrten in Barcelona 2016

In seiner Debütsaison trat Haas mit dem VF-16 an. Der Name resultiert laut Gene Haas aus einer Ableitung seiner ersten mit Haas Automotive vertriebenen Maschine, „very first one“, kurz „VF-1“, und der „6“ für die Jahreszahl der aktuellen Saison. Das Auto verwendete zahlreiche Komponenten von Ferrari. Neben der Antriebseinheit kaufte Haas auch das Getriebe, die Radaufhängungen, Radträger, Hydraulik, Lenkung, Elektronik und den Fahrersitz bei der Scuderia ein. Fahrer waren Romain Grosjean und Esteban Gutiérrez. Testfahrer war Santino Ferrucci.
Beim Debütrennen des Teams in Australien qualifizierten sich Grosjean und Gutiérrez für die vorletzte Startreihe. Im Rennen fiel Gutiérrez nach einer Kollision mit Fernando Alonso (McLaren) in der 16. Runde aus, in deren Folge es zu einer Rennunterbrechung kam. Grosjean beendete dagegen das Rennen, ohne einen regulären Boxenstopp absolviert zu haben, auf Platz sechs. Damit erzielte Haas das beste Debüt eines neu gegründeten Teams seit dem Einstieg von Toyota 14 Jahre zuvor. Zwei Wochen später in Bahrain kam Grosjean, der von der neunten Position startete, auf Platz fünf, während Gutiérrez (Startplatz 13) wegen eines Bremsdefektes erneut ausfiel. Im weiteren Saisonverlauf erzielte Grosjean noch drei weitere Platzierungen in den Punkterängen, Gutiérrez blieb mit vier elften Plätzen als beste Ergebnisse punktelos. Haas belegte somit Rang acht in der Konstrukteursweltmeisterschaft, Grosjean wurde 13. in der Fahrerwertung mit 29 Punkten, während Gutiérrez als 21. punktelos blieb.

### Saison 2017

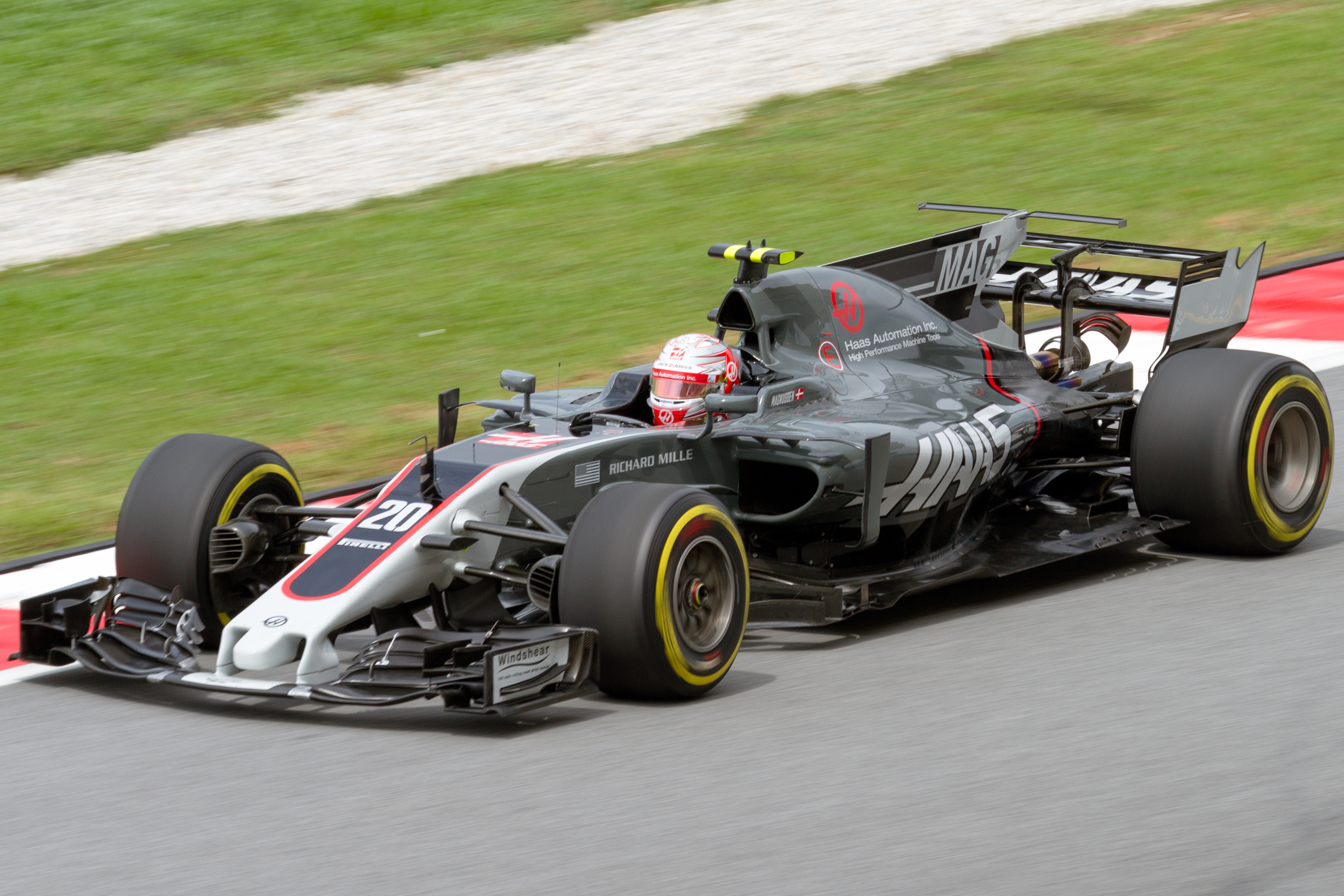
Kevin Magnussen beim Großen Preis von Malaysia 2017

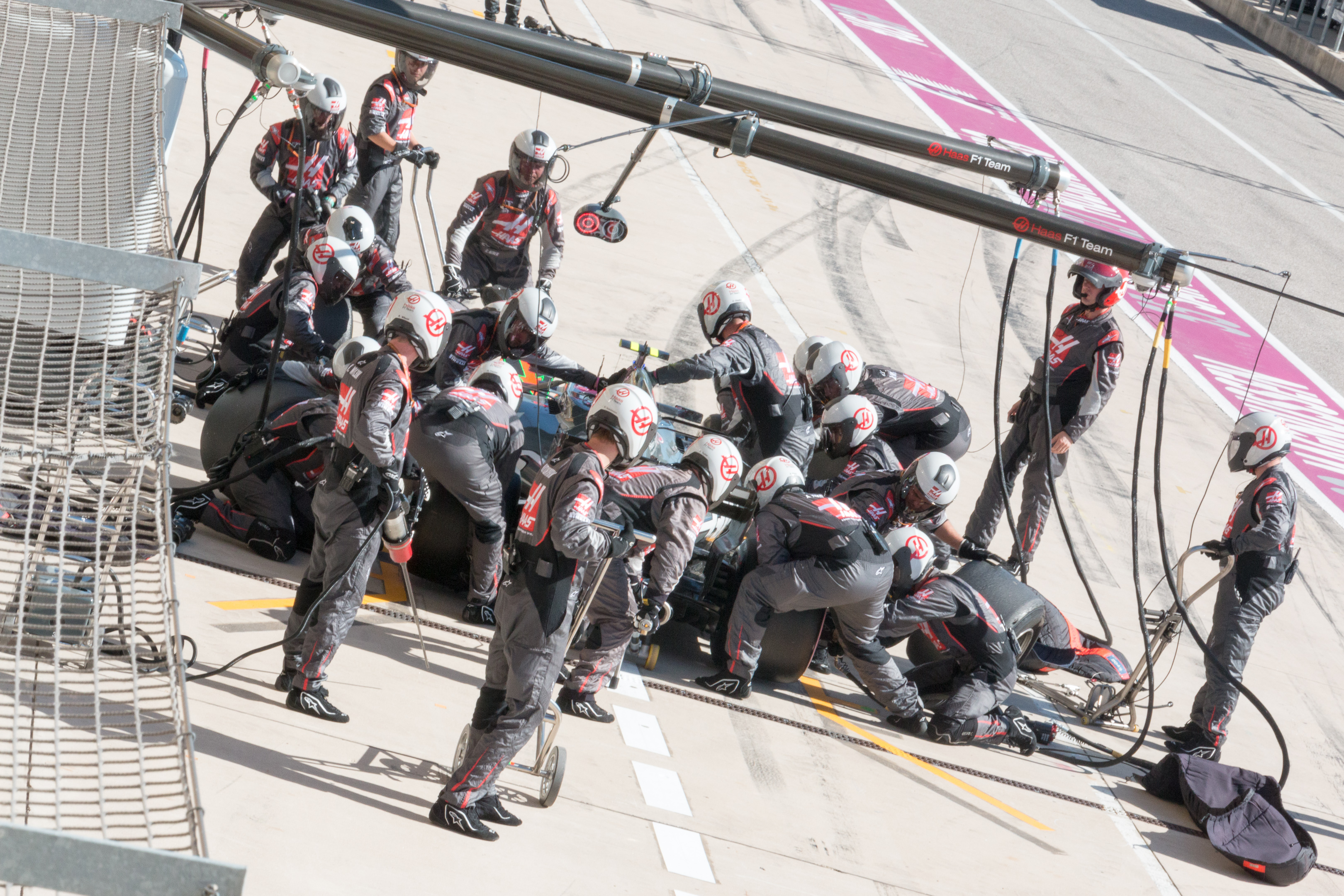
Boxenstopp beim Großen Preis der USA 2017

Der Vertrag mit Grosjean wurde für die Saison 2017 frühzeitig verlängert, außerdem wurde Kevin Magnussen von Renault verpflichtet. Mit einigen Platzierungen in den Punkten, vor allem in der ersten Saisonhälfte, konnte in der Konstrukteurswertung erneut der achte Platz erreicht werden. Romain Grosjean belegte in der Fahrerwertung mit 28 Punkten den 13. Platz. Sein bestes Ergebnis war ein sechster Platz beim Großen Preis von Österreich. Magnussen wurde mit 19 Punkten 14. in der Fahrerwertung. Seine besten Ergebnisse waren ein siebter Platz und drei weitere achte Plätze.

### Saison 2018

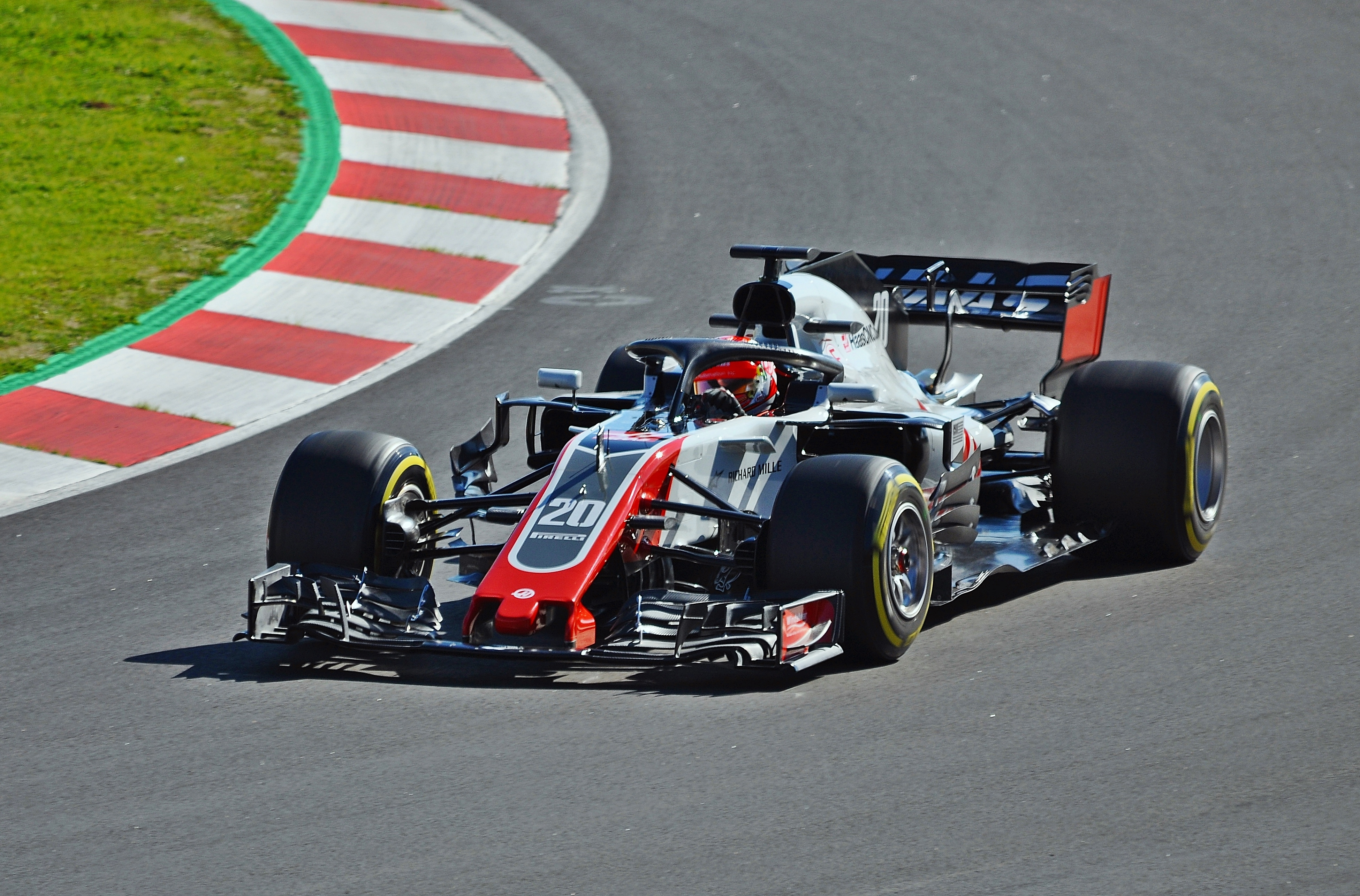
Kevin Magnussen im Haas VF-18 bei Testfahrten in Barcelona 2018

In seiner dritten Saison 2018 trat das Team mit dem VF-18 an, der wie seine Vorgänger im Antriebsbereich Ferrari-Technik verwendete. Die Fahrerpaarung bestand unverändert aus Grosjean und Magnussen.
Grosjean erreichte mit dem vierten Platz in Österreich das bis dahin beste Ergebnis des Haas-Teams. Beim Großen Preis von Singapur 2018 gelang Kevin Magnussen die erste schnellste Rennrunde für Haas.
Zur Sommerpause nach dem Großen Preis von Ungarn hatte der Rennstall bereits 51 Punkte in der Konstrukteurswertung eingefahren und damit die Gesamtergebnisse der Jahre 2016 und 2017 übertroffen. Mit insgesamt 93 Punkten schloss Haas die Saison 2018 auf dem fünften Platz der Konstrukteurswertung ab, was für das Team die bisher beste Platzierung gewesen ist. In der Fahrerwertung belegte Grosjean mit 37 Punkten den 14. Platz. Magnussen, dessen beste Ergebnisse zwei fünfte Plätze waren, wurde mit 56 Punkten Neunter in der Fahrerwertung.

### Saison 2019
Für die Saison 2019 kam es zu keinen personellen Veränderungen im Bereich der Fahrer.
Nachdem in den ersten drei Jahren Haas Automotive Hauptsponsor des eigenen Teams war, trat man nun erstmals mit einem externen Titelsponsor an. Der britische Energy-Drink-Hersteller Rich Energy beeinflusste maßgeblich die Lackierung des Autos, welches im schwarz-goldenen Design an die vergangene „JPS“-Optik des Team Lotus aus den 1970er Jahren erinnern sollte.
Am 10. Juli, in der Woche vor dem Großen Preis von Großbritannien, erschien auf Twitter eine Erklärung von Rich Energy, wonach das Unternehmen den Sponsorvertrag mit Haas einseitig kündige. Rich Energy distanzierte sich später von dieser Erklärung. Sie sei lediglich auf einen einzelnen Mitarbeiter zurückzuführen, der nicht die allgemeine Meinung des Unternehmens repräsentiere. Magnussen war beim vorangegangenen Großen Preis von Österreich hinter einem der unterlegenen Williams ins Ziel gekommen. Nach dem Großen Preis von Italien gab Haas seinerseits die einvernehmliche Trennung von Rich Energy bekannt. Nach häufigen Punkteplatzierungen im Vorjahr fuhr man dieses Jahr nur vereinzelt unter die ersten Zehn. Das beste Saisonergebnis erzielte Kevin Magnussen als Sechster gleich am Saisonbeginn in Australien. Am Saisonende belegte Haas mit 28 Punkten den neunten Gesamtrang, während in der Fahrerwertung Magnussen 16. (20 Punkte) und Grosjean 18. (acht Punkte) wurde.

### Saison 2020

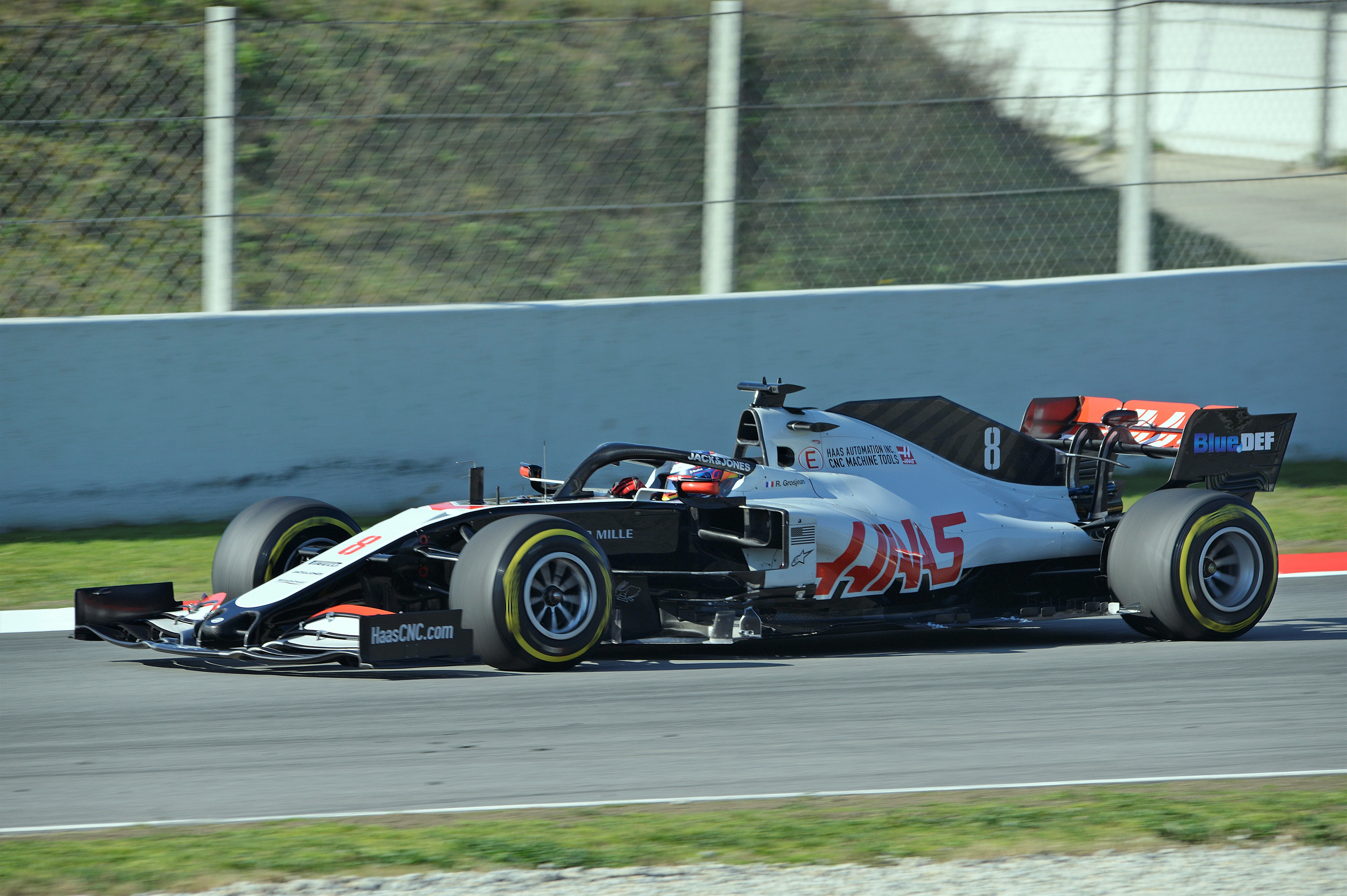
Haas VF20 (Romain Grosjean)

Die Fahrerpaarung blieb für die Saison 2020 identisch, wobei Louis Delétraz und Pietro Fittipaldi Test- und Reservepiloten wurden. Beide debütierten in Formel-1-Boliden von Haas während eines Pirelli-Tests in Abu Dhabi 2018 und sollten bei der Saisoneröffnung in Australien vorgestellt werden. Das Rennen wurde jedoch wegen der COVID-19-Pandemie abgesagt.
Im Vorfeld des Großen Preis von Portugal gab Haas bekannt, sich zum Saisonende von der langjährigen Fahrerpaarung Romain Grosjean und Kevin Magnussen zu trennen. Zu einem schweren Unfall von Grosjean kam es in der Startrunde zum Großen Preis von Bahrain. Nach einer Berührung mit Daniil Kwjat, prallte der Haas von Grosjean gegen eine Leitplanke. Der Wagen wurde durch den Aufprall auseinandergerissen und ging in Flammen auf. Der vordere Teil des Fahrzeugs – in dem sich Grosjean befand – durchschlug die Leitplanke. Grosjean erlitt Verbrennungen an den Händen und wurde zur Beobachtung in ein naheliegendes Krankenhaus gebracht, aus dem er zwei Tage später entlassen wurde. Das Rennen wurde daraufhin für einige Zeit unterbrochen, um die durch den Unfall beschädigte Leitplanke zu reparieren.
Als Ersatz für Grosjean bei den letzten Rennen in Sachir und Abu Dhabi fungierte Pietro Fittipaldi. Haas beendete die Saison mit drei Punkten auf dem neunten Platz der Konstrukteurswertung. Grosjean schloss die Fahrerwertung mit zwei Punkten auf Platz 19 ab, während Magnussen mit einem auf Position 20 klassiert wurde. Fittipaldi kam auf den 23. und letzten Gesamtrang.
Nach dem Bahrain-Rennen wurden Nikita Masepin und Mick Schumacher als Piloten für die Saison 2021 bestätigt.

### Saison 2021
Am 4. März 2021 gab Haas bekannt, dass das russische Bergbauunternehmen Uralkali als Titelsponsor über mehrere Jahre beim Team einsteige, weshalb der Rennstall unter dem Namen Uralkali Haas F1 Team an der Saison 2021 teilnahm. Am selben Tag wurde eine neue, in weiß, blau und rot gehaltene, Lackierung veröffentlicht, welche auch den deutschen Telekommunikationsanbieter 1&1 als weiteren Sponsor aufzeigte.

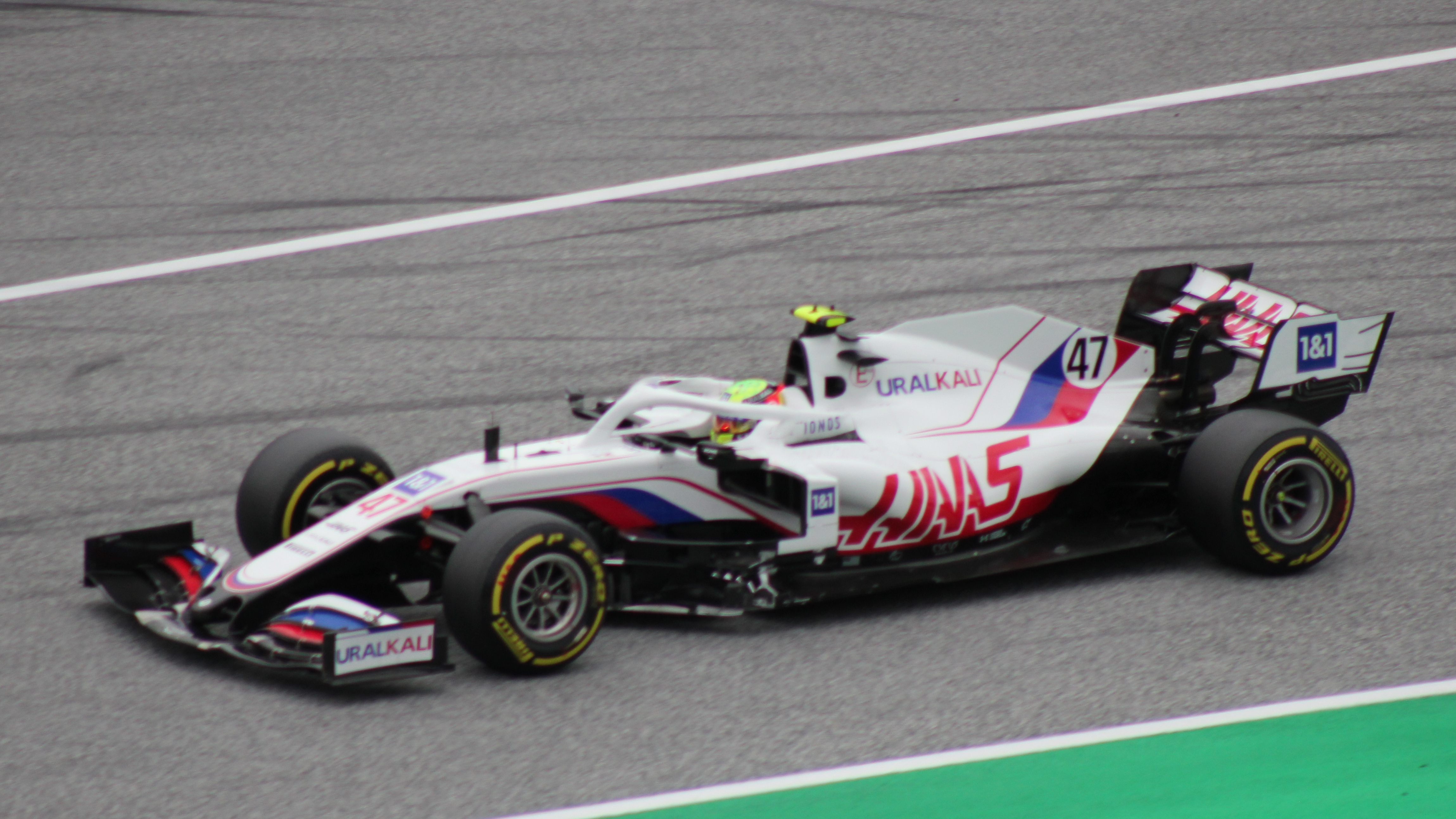
Mick Schumacher beim Großen Preis von Österreich 2021

Der neue Wagen war erstmals bei den Testfahrten am 12. März in Bahrain zu sehen. Im gesamten Saisonverlauf war Haas das schwächste Team des Starterfeldes. Lediglich beim Großen Preis von Frankreich und beim Großen Preis der Türkei gelang es Schumacher, den zweiten Teil des dreigeteilten Qualifyings zu erreichen. Schumacher erzielte zudem das beste Saisonergebnis, als er in Ungarn als Zwölfter gewertet wurde. Als einziges Team und erstmals in der Teamgeschichte blieb Haas in dieser Saison ohne Punkte und belegte den zehnten und damit letzten Platz in der Konstrukteurswertung. In der Fahrerwertung wurde Schumacher auf dem 19. Rang klassiert, während Masepin den 21. und letzten Platz belegte.

### Saison 2022

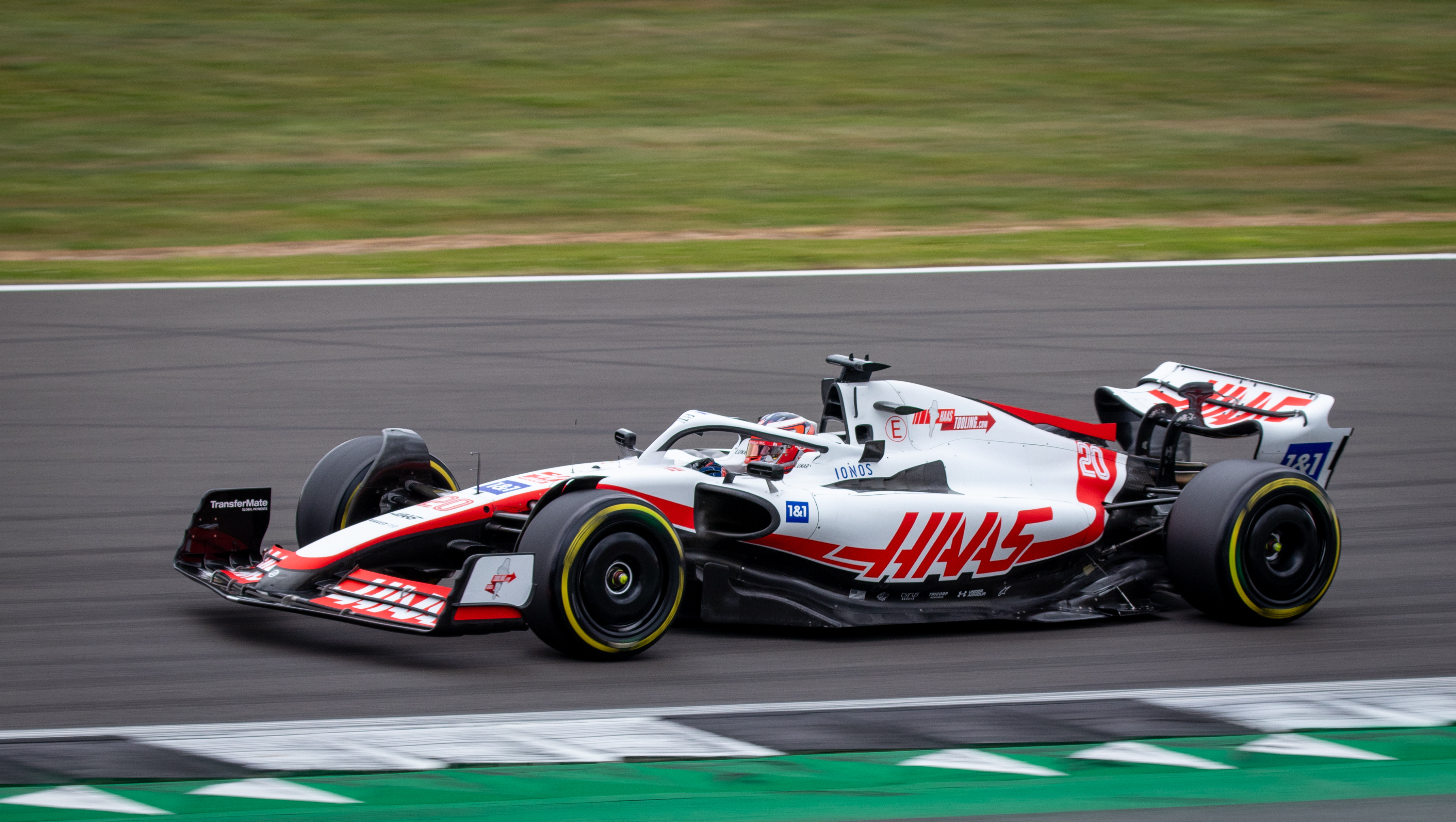
Kevin Magnussen beim Großen Preis von Großbritannien 2022

Am 5. März 2022 gab Haas, als Folge des russischen Überfalls auf die Ukraine, die sofortige Trennung vom Hauptsponsor Uralkali und Fahrer Masepin bekannt. Als Ersatz für Masepin wurde Kevin Magnussen bekanntgegeben, der damit nach einem Jahr zum Team zurückkehrt. Gleich im ersten Rennen, dem Großen Preis von Bahrain, kam Magnussen als Fünfter ins Ziel und Mick Schumacher verfehlte als Elfter nur knapp die Punkte. Dem Dänen gelang es des Weiteren noch im Großen Preis von Saudi-Arabien, dem Großen Preis der Emilia-Romagna, dem Großen Preis von Großbritannien und dem Großen Preis von Österreich zu punkten. Sein Teamkollege Mick Schumacher hatte einen schwierigen Start und schaffte es erstmals beim Großen Preis von Großbritannien, als Achter WM-Punkte einzufahren. Auch beim darauf folgenden Rennen in Österreich holte er Punkte. Beim Großer Preis der USA erreichte Magnussen erneut die Punkteränge. Am 19. Oktober 2022 gab Haas bekannt, dass das US-amerikanische Finanzunternehmen MoneyGram ab 2023 als Titelsponsor für mehrere Jahre beim Team einsteige. Magnussen erreichte beim Großen Preis von São Paulo in einer Qualifikation mit nassen Bedingungen und einer roten Flagge im finalen Abschnitt, ausgelöst durch George Russell, die erste Pole-Position für das Team. Beim nachfolgenden Sprint erziele Magnussen mit dem achten Platz einen weiteren Punkt. Am 17. November 2022 gab das Team bekannt, dass Mick Schumacher den Rennstall am Ende der Saison 2022 verlassen wird. Nico Hülkenberg wurde als sein Ersatz bekanntgegeben. In der Fahrerwertung belegte Magnussen den 13. Platz, während Schumacher den 16. Platz belegte. Mit 37 Punkten erzielte Haas den 8. Platz in der Konstrukteurswertung.

### Saison 2023

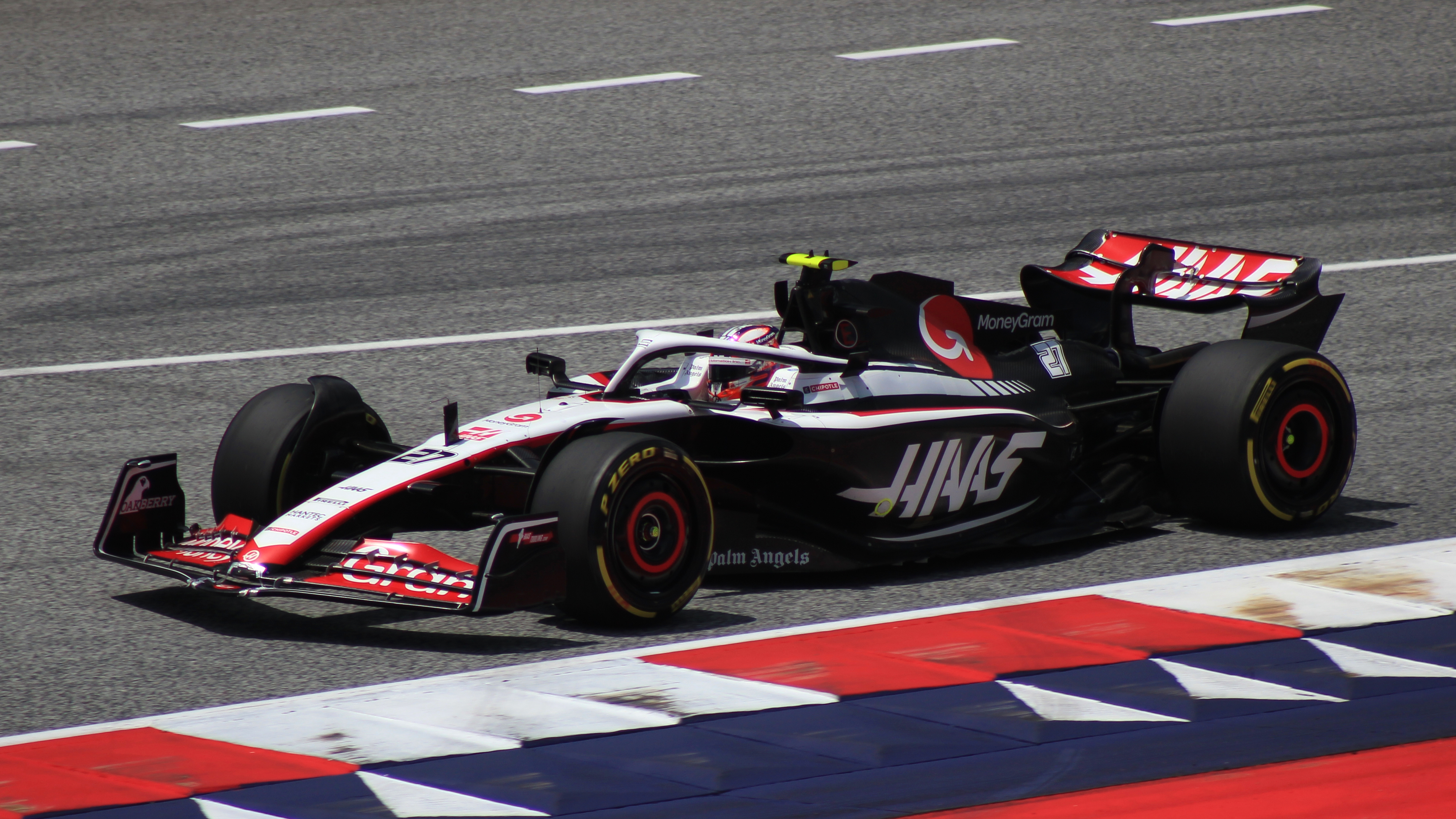
Nico Hülkenberg beim Großen Preis von Österreich 2023

Am 31. Januar 2023 veröffentlichte Haas die neue Lackierung des VF-23 mit MoneyGram als Titelsponsor, welche in den klassischen Farben Schwarz, Weiß und Rot gestaltet wurde. Im zweiten Rennen des Jahres, dem Großen Preis von Saudi-Arabien, erzielte Magnussen als Zehnter den ersten Punkt der Saison. Beim nachfolgenden Rennen in Bahrain erreichte Hülkenberg mit dem siebten Platz das beste Einzelergebnis der Saison innerhalb eines Hauptrennens. Nachfolgend erzielte Magnussen im Großen Preis von Miami einen weiteren Punkt, während Hülkenberg im Sprint in Österreich als Sechster weitere Punkte erzielte. In der zweiten Saisonhälfte erzielte Haas beim Großen Preis von Singapur mit Magnussen den letzten Punkt der Saison. Mit insgesamt 12 Punkten schloss Haas die Saison 2023 auf dem zehnten und letzten Platz der Konstrukteurswertung ab. In der Fahrerwertung belegte Hülkenberg mit 9 Punkten den 16. Rang. Magnussen belegte mit 3 Punkten den 19. Platz in der Fahrerwertung.

### Saison 2024

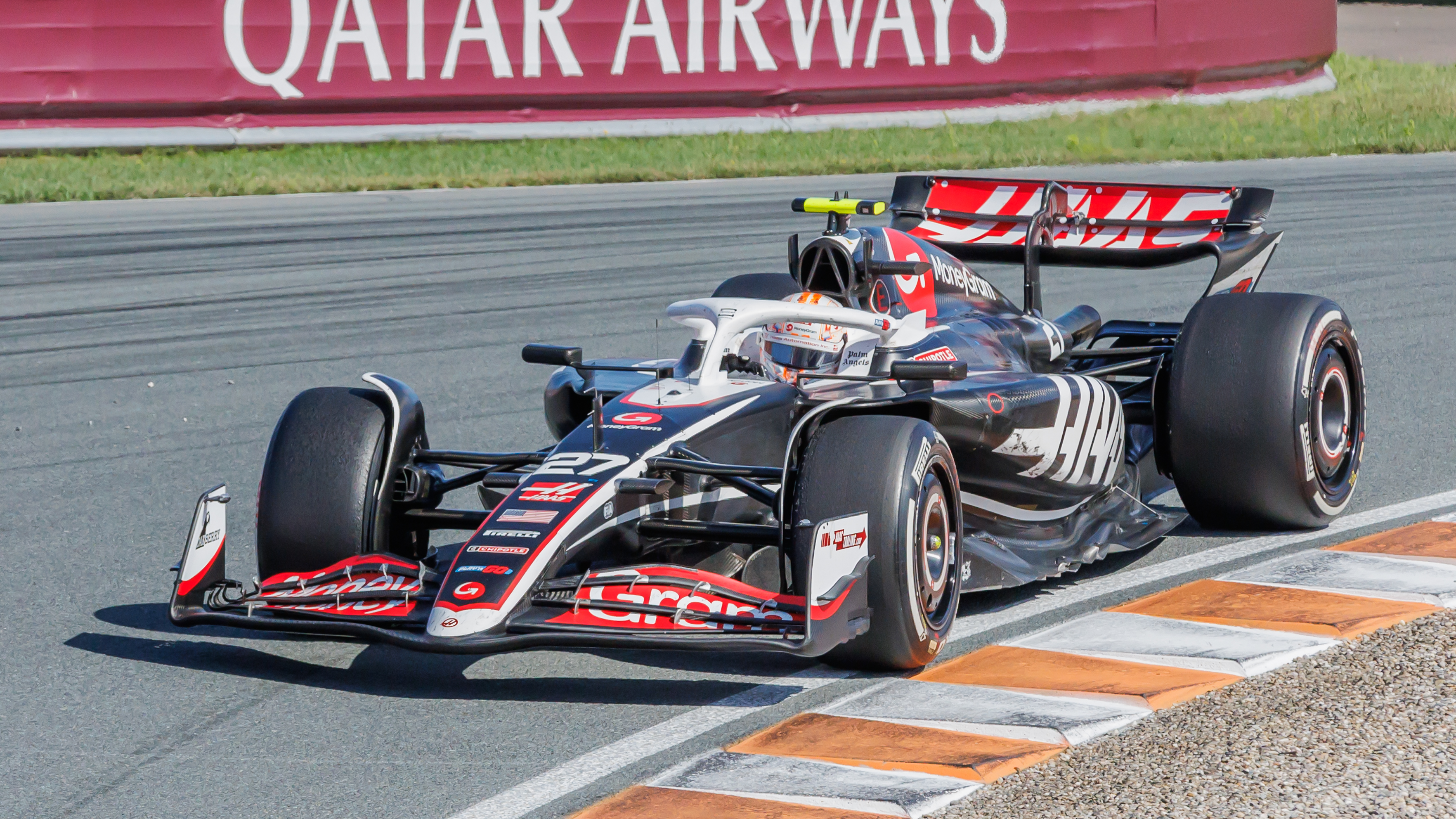
Nico Hülkenberg beim Großen Preis der Niederlande 2024

Im Januar 2024 gab Haas bekannt, dass der Vertrag von Günther Steiner nicht verlängert wurde und Ayao Komatsu die Rolle des Teamchefs übernehmen werde. Die Fahrerpaarung blieb für die Saison 2024 identisch. Beim zweiten Rennen der Saison, dem Großen Preis von Saudi-Arabien, sammelte Hülkenberg als Zehnter den ersten Punkt der Saison. Beim nachfolgenden Rennen in Australien erreichten Hülkenberg und Magnussen mit den Plätzen 9 und 10 jeweils die Punkteränge. Im fünften Rennen der Saison, dem Großen Preis von China, sammelte Hülkenberg mit dem zehnten Platz einen weiteren Punkt. Nach dem Rennen in China wurde bekannt, dass Hülkenberg das Team am Ende der Saison verlassen und sich Sauber anschließen wird.
In Österreich belegten Hülkenberg und Magnussen die Ränge sechs und acht, womit das Team das beste Ergebnis der Saison einfuhr. Am 4. Juli 2024 gab Haas bekannt, dass Oliver Bearman einen mehrjährigen Vertrag ab der Saison 2025 erhält. Beim anschließenden Großen Preis von Großbritannien erzielte Hülkenberg erneut den 6. Platz. Am 25. Juli 2024 wurde bekannt, dass Esteban Ocon ab 2025 für Haas fahren wird. Beim Großen Preis von Italien sammelte Magnussen als Zehnter einen weiteren Punkt. Nachdem Magnussen im Laufe der Saison bereits mehrere Strafpunkte gesammelt hatte, erhielt er für eine Kollision mit Pierre Gasly zwei weitere Strafpunkte. Da er damit das Kontingent von 12 Strafpunkten in einem Kalenderjahr aufbrauchte, erhielt er eine Rennsperre für das kommende Rennen.
In Aserbaidschan fuhr Bearman anstelle von Magnussen. Bei seinem frühzeitigen Debüt für Haas belegte er den zehnten Rang, womit er einen Punkt sammelte. Bei den nachfolgenden Rennen in Singapur und Austin erreichte Hülkenberg mit dem neunten respektive achten Platz erneut die Punkteränge. In Mexiko erreichten erneut beide Fahrer die Top Ten mit einem siebten Rang von Magnussen und einem neunten Platz von Hülkenberg. In São Paulo fuhr Bearman erneut anstelle von Magnussen, welcher krankheitsbedingt nicht am Wochenende teilnehmen konnte. Beim Großen Preis von Las Vegas und dem Großen Preis von Katar sammelte Haas mit einem achten Rang von Hülkenberg in Las Vegas und einem neunten Platz von Magnussen in Katar weitere Punkte. Beim letzten Rennen der Saison, dem Großen Preis von Abu Dhabi, erreichte Hülkenberg den achten Rang. Überdies fuhr Magnussen die schnellste Rennrunde. Mit insgesamt 58 Punkten schloss Haas die Saison 2023 auf dem 7. Rang ab. In der Fahrerwertung belegte Hülkenberg mit 41 Punkten den 11. Rang. Magnussen belegte mit 16 Punkten den 15. Platz in der Fahrerwertung. Bearman belegte am Saisonende den 18. Platz in der Fahrerwertung, wobei er ebenfalls ein Rennen für die Scuderia Ferrari bestritt und in diesem ebenfalls Punkte sammelte. Mit 58 Punkten erzielte das Team deutlich mehr Punkte als in den vorherigen Jahren und die höchste Anzahl an Punkten in einer Saison seit 2018.

## Zahlen und Daten

### Statistik in der Formel 1
Stand: Großer Preis von Ungarn, 3. August 2025
| Saison | Teamname                 | Chassis    | Motor           | Reifen | Grand Prix | Siege | Zweiter | Dritter | Poles | schn. Runden | Punkte | WM-Rang |
| ------ | ------------------------ | ---------- | --------------- | ------ | ---------- | ----- | ------- | ------- | ----- | ------------ | ------ | ------- |
| 2016   | Haas F1 Team             | Haas VF-16 | Ferrari 059/5   | P      | 21         | –     | –       | –       | –     | –            | 29     | 8.      |
| 2017   | Haas F1 Team             | Haas VF-17 | Ferrari 062     | P      | 20         | –     | –       | –       | –     | –            | 47     | 8.      |
| 2018   | Haas F1 Team             | Haas VF-18 | Ferrari 062 EVO | P      | 21         | –     | –       | –       | –     | 1            | 93     | 5.      |
| 2019   | Rich Energy Haas F1 Team | Haas VF-19 | Ferrari 064     | P      | 21         | –     | –       | –       | –     | 1            | 28     | 9.      |
| 2020   | Haas F1 Team             | Haas VF-20 | Ferrari 065     | P      | 17         | –     | –       | –       | –     | –            | 3      | 9.      |
| 2021   | Uralkali Haas F1 Team    | Haas VF-21 | Ferrari 065/6   | P      | 22         | –     | –       | –       | –     | – a1         | –      | 10.     |
| 2022   | Haas F1 Team             | Haas VF-22 | Ferrari 066/7   | P      | 22         | –     | –       | –       | 1     | –            | 37     | 8.      |
| 2023   | MoneyGram Haas F1 Team   | Haas VF-23 | Ferrari 066/10  | P      | 22         | –     | –       | –       | –     | –            | 12     | 10.     |
| 2024   | MoneyGram Haas F1 Team   | Haas VF-24 | Ferrari 066/10  | P      | 24         | –     | –       | –       | –     | 1            | 58     | 7.      |
| 2025   | MoneyGram Haas F1 Team   | Haas VF-25 | Ferrari 066/12  | P      | 14         | –     | –       | –       | –     | –            | 35     | 9.      |
| Gesamt | Gesamt                   | Gesamt     | Gesamt          | Gesamt | 204        | –     | –       | –       | 1     | 3            | 342    |         |

Anmerkungen
a1 Da der gesamte Große Preis von Belgien 2021 hinter dem Safety-Car ablief, wurde keine schnellste Rennrunde gewertet.

### Alle Fahrer von Haas F1 Team in der Formel 1
Stand: Großer Preis von Ungarn, 3. August 2025
| Name              | Jahre                | Grand Prix | Punkte | Siege | Zweiter | Dritter | Poles | SR | beste WM-Pos.    |
| ----------------- | -------------------- | ---------- | ------ | ----- | ------- | ------- | ----- | -- | ---------------- |
| Kevin Magnussen   | 2017–2020, 2022–2024 | 145        | 140    | –     | –       | –       | 1     | 3  | 9. (2018)        |
| Romain Grosjean   | 2016–2020            | 96         | 104    | –     | –       | –       | –     | –  | 13. (2016, 2017) |
| Nico Hülkenberg   | 2023–2024            | 46         | 50     | –     | –       | –       | –     | –  | 11. (2024)       |
| Mick Schumacher   | 2021–2022            | 43         | 12     | –     | –       | –       | –     | –  | 16. (2022)       |
| Esteban Gutiérrez | 2016                 | 21         | –      | –     | –       | –       | –     | –  | 21. (2016)       |
| Nikita Masepin    | 2021                 | 21         | –      | –     | –       | –       | –     | –  | 21. (2021)       |
| Oliver Bearman    | 2024–                | 16         | 9      | –     | –       | –       | –     | –  | 18. (2024)       |
| Esteban Ocon      | 2025–                | 14         | 27     | –     | –       | –       | –     | –  | –.               |
| Pietro Fittipaldi | 2020                 | 2          | –      | –     | –       | –       | –     | –  | 23. (2020)       |

Aktuelle Fahrer sind gelb dargestellt.

### Ergebnisse in der Formel 1
| Saison | Chassis | Fahrer          | Nr. | 1   | 2   | 3   | 4   | 5    | 6   | 7   | 8   | 9     | 10  | 11  | 12  | 13  | 14  | 15  | 16  | 17  | 18  | 19  | 20  | 21   | 22  | 23   | 24 | Punkte | Rang |
| ------ | ------- | --------------- | --- | --- | --- | --- | --- | ---- | --- | --- | --- | ----- | --- | --- | --- | --- | --- | --- | --- | --- | --- | --- | --- | ---- | --- | ---- | -- | ------ | ---- |
| 2016   | VF-16   |                 |     |     |     |     |     |      |     |     |     |       |     |     |     |     |     |     |     |     |     |     |     |      |     |      |    | 29     | 8.   |
| 2016   | VF-16   | R. Grosjean     | 08  | 6   | 5   | 19  | 8   | DNF  | 13  | 14  | 13  | 7     | DNF | 14  | 13  | 13  | 11  | DNS | DNF | 11  | 10  | 20  | DNS | 11   |     |      |    | 29     | 8.   |
| 2016   | VF-16   | E. Gutiérrez    | 21  | DNF | DNF | 14  | 17  | 11   | 12  | 13  | 16  | 11    | 16  | 13  | 11  | 12  | 13  | 11  | DNF | 20  | DNF | 19  | DNF | 12   |     |      |    | 29     | 8.   |
| 2017   | VF-17   |                 |     |     |     |     |     |      |     |     |     |       |     |     |     |     |     |     |     |     |     |     |     |      |     |      |    | 47     | 8.   |
| 2017   | VF-17   | R. Grosjean     | 08  | DNF | 11  | 8   | DNF | 10   | 8   | 10  | 13  | 6     | 13  | DNF | 7   | 15  | 9   | 13  | 9   | 14  | 15  | 15  | 11  |      |     |      |    | 47     | 8.   |
| 2017   | VF-17   | K. Magnussen    | 20  | DNF | 8   | DNF | 13  | 14   | 10  | 12  | 7   | DNF   | 12  | 11  | 15  | 11  | DNF | 12  | 8   | 16  | 8   | DNF | 13  |      |     |      |    | 47     | 8.   |
| 2018   | VF-18   |                 |     |     |     |     |     |      |     |     |     |       |     |     |     |     |     |     |     |     |     |     |     |      |     |      |    | 93     | 5.   |
| 2018   | VF-18   | R. Grosjean     | 08  | DNF | 13  | 17  | DNF | DNF  | 15  | 12  | 11  | 4     | DNF | 6   | 10  | 7   | DSQ | 15  | 11  | 8   | DNF | 16  | 8   | 9    |     |      |    | 93     | 5.   |
| 2018   | VF-18   | K. Magnussen    | 20  | DNF | 5   | 10  | 13  | 6    | 13  | 13  | 6   | 5     | 9   | 11  | 7   | 8   | 16  | 18  | 8   | DNF | DSQ | 15  | 9   | 10   |     |      |    | 93     | 5.   |
| 2019   | VF-19   |                 |     |     |     |     |     |      |     |     |     |       |     |     |     |     |     |     |     |     |     |     |     |      |     |      |    | 28     | 9.   |
| 2019   | VF-19   | R. Grosjean     | 08  | DNF | DNF | 11  | DNF | 10   | 10  | 14  | DNF | 16    | DNF | 7   | DNF | 13  | 16  | 11  | DNF | 13  | 17  | 15  | 13  | 15   |     |      |    | 28     | 9.   |
| 2019   | VF-19   | K. Magnussen    | 20  | 6   | 13  | 13  | 13  | 7    | 14  | 17  | 17  | 19    | DNF | 8   | 13  | 12  | DNF | 17  | 9   | 15  | 15  | 18* | 11  | 14   |     |      |    | 28     | 9.   |
| 2020   | VF-20   |                 |     |     |     |     |     |      |     |     |     |       |     |     |     |     |     |     |     |     |     |     |     |      |     |      |    | 3      | 9.   |
| 2020   | VF-20   | R. Grosjean     | 08  | DNF | 13  | 16  | 16  | 16   | 19  | 15  | 12  | 12    | 17  | 9   | 17  | 14  | DNF | DNF | INJ | INJ |     |     |     |      |     |      |    | 3      | 9.   |
| 2020   | VF-20   | K. Magnussen    | 20  | DNF | 12  | 10  | DNF | DNF  | 15  | 17  | DNF | DNF   | 12  | 13  | 16  | DNF | 17* | 17  | 15  | 18  |     |     |     |      |     |      |    | 3      | 9.   |
| 2020   | VF-20   | P. Fittipaldi   | 51  |     |     |     |     |      |     |     |     |       |     |     |     |     |     |     | 17  | 19  |     |     |     |      |     |      |    | 3      | 9.   |
| 2021   | VF-21   |                 |     |     |     |     |     |      |     |     |     |       |     |     |     |     |     |     |     |     |     |     |     |      |     |      |    | 0      | 10.  |
| 2021   | VF-21   | N. Masepin (b1) | 09  | DNF | 17  | 19  | 19  | 17   | 14  | 20  | 18  | 19    | 17  | DNF | 17  | DNF | DNF | 18  | 20  | 17  | 18  | 17  | 18  | DNF  | DNS |      |    | 0      | 10.  |
| 2021   | VF-21   | M. Schumacher   | 47  | 16  | 16  | 17  | 18  | 18   | 13  | 19  | 16  | 18    | 18  | 12  | 16  | 18  | 15  | DNF | 19  | 16  | DNF | 18  | 16  | DNF  | 14  |      |    | 0      | 10.  |
| 2022   | VF-22   |                 |     |     |     |     |     |      |     |     |     |       |     |     |     |     |     |     |     |     |     |     |     |      |     |      |    | 37     | 8.   |
| 2022   | VF-22   | K. Magnussen    | 20  | 5   | 9   | 14  | 898 | *16* | 17  | DNF | DNF | 17    | 10  | 8   | DNF | 16  | 16  | 15  | 16  | 12  | 14  | 9   | 17  | DNF8 | 17  |      |    | 37     | 8.   |
| 2022   | VF-22   | M. Schumacher   | 47  | 11  | WD  | 13  | 17  | 15   | 14  | DNF | 14  | DNF   | 8   | 6   | 15  | 14  | 17  | 13  | 12  | 13  | 17  | 15  | 16  | 13   | 16  |      |    | 37     | 8.   |
| 2023   | VF-23   |                 |     |     |     |     |     |      |     |     |     |       |     |     |     |     |     |     |     |     |     |     |     |      |     |      |    | 12     | 10.  |
| 2023   | VF-23   | K. Magnussen    | 20  | 13  | 10  | 17* | 13  | 10   | 19* | 18  | 17  | 18    | DNF | 17  | 15  | 16  | 18  | 10  | 15  | 14  | 14  | DNF | DNF | 13   | 20  |      |    | 12     | 10.  |
| 2023   | VF-23   | N. Hülkenberg   | 27  | 15  | 12  | 7   | 17  | 15   | 17  | 15  | 15  | 6DNF6 | 13  | 14  | 18  | 12  | 17  | 13  | 14  | 16  | 11  | 13  | 12  | 19*  | 15  |      |    | 12     | 10.  |
| 2024   | VF-24   |                 |     |     |     |     |     |      |     |     |     |       |     |     |     |     |     |     |     |     |     |     |     |      |     |      |    | 58     | 7.   |
| 2024   | VF-24   | K. Magnussen    | 20  | 12  | 12  | 10  | 13  | 16   | 19  | 12  | DNF | 12    | 17  | 8   | 12  | 15  | 14  | 18  | 10  | EX  | DNF | 117 | 7   | INJ  | 12  | 9    | 16 | 58     | 7.   |
| 2024   | VF-24   | N. Hülkenberg   | 27  | 16  | 10  | 9   | 11  | 10   | 117 | 11  | DNF | 11    | 11  | 6   | 6   | 13  | 18  | 11  | 17  | 11  | 9   | 8   | 9   | DSQ  | 8   | DNF7 | 8  | 58     | 7.   |
| 2024   | VF-24   | O. Bearman      | 50  |     |     |     |     |      |     |     |     |       |     |     |     |     |     |     |     | 10  |     |     |     | 12   |     |      |    | 58     | 7.   |
| 2025   | VF-25   |                 |     |     |     |     |     |      |     |     |     |       |     |     |     |     |     |     |     |     |     |     |     |      |     |      |    | 35     | 9.   |
| 2025   | VF-25   | E. Ocon         | 31  | 13  | 5   | 18  | 8   | 14   | 12  | DNF | 7   | 16    | 9   | 10  | 13  | 155 | 16  |     |     |     |     |     |     |      |     |      |    | 35     | 9.   |
| 2025   | VF-25   | O. Bearman      | 87  | 14  | 8   | 10  | 10  | 13   | DNF | 17  | 12  | 17    | 11  | 11  | 11  | 117 | DNF |     |     |     |     |     |     |      |     |      |    | 35     | 9.   |

| Legende  | Legende            | Legende                                                          |
| Farbe    | Abkürzung          | Bedeutung                                                        |
| -------- | ------------------ | ---------------------------------------------------------------- |
| Gold     | –                  | Sieg                                                             |
| Silber   | –                  | 2. Platz                                                         |
| Bronze   | –                  | 3. Platz                                                         |
| Grün     | –                  | Platzierung in den Punkten                                       |
| Blau     | –                  | Klassifiziert außerhalb der Punkteränge                          |
| Violett  | DNF                | Rennen nicht beendet (did not finish)                            |
| Violett  | NC                 | nicht klassifiziert (not classified)                             |
| Rot      | DNQ                | nicht qualifiziert (did not qualify)                             |
| Rot      | DNPQ               | in Vorqualifikation gescheitert (did not pre-qualify)            |
| Schwarz  | DSQ                | disqualifiziert (disqualified)                                   |
| Weiß     | DNS                | nicht am Start (did not start)                                   |
| Weiß     | WD                 | zurückgezogen (withdrawn)                                        |
| Hellblau | PO                 | nur am Training teilgenommen (practiced only)                    |
| Hellblau | TD                 | Freitags-Testfahrer (test driver)                                |
| ohne     | DNP                | nicht am Training teilgenommen (did not practice)                |
| ohne     | INJ                | verletzt oder krank (injured)                                    |
| ohne     | EX                 | ausgeschlossen (excluded)                                        |
| ohne     | DNA                | nicht erschienen (did not arrive)                                |
| ohne     | C                  | Rennen abgesagt (cancelled)                                      |
| ohne     | keine WM-Teilnahme |                                                                  |
| sonstige | P/fett             | Pole-Position                                                    |
| sonstige | 1/2/3/4/5/6/7/8    | Punktplatzierung im Sprint-/Qualifikationsrennen                 |
| sonstige | SR/kursiv          | Schnellste Rennrunde                                             |
| sonstige | *                  | nicht im Ziel, aufgrund der zurückgelegten Distanz aber gewertet |
| sonstige | ()                 | Streichresultate                                                 |
| sonstige | unterstrichen      | Führender in der Gesamtwertung                                   |

Anmerkungen

## Übersicht des aktuellen Personals
| Aufgabenbereich       | Name             |
| --------------------- | ---------------- |
| Stammfahrer           | Oliver Bearman   |
| Stammfahrer           | Esteban Ocon     |
| Testfahrer            |                  |
| Ryō Hirakawa          |                  |
| Teamchef              | Ayao Komatsu     |
| Teammanager           | Peter Crolla     |
| Chefingenieur         | Laura Müller     |
| Chefdesigner          | Rob Taylor       |
| Chefaerodynamiker     | Davide Paganelli |
| Chefrenningenieur     | Francesco Nenci  |
| Renningenieur Bearman | Ronan O’Hare     |
| Renningenieur Ocon    | Laura Müller     |
| Teambesitzer          | Gene Haas        |
| Finanzchef            | Tom Capocci      |
| Einsatzleiter         | Geoff Simmonds   |
| Marketingchef         | Mark Morrell     |
| Leiter Kommunikation  | Mike Arning      |